# Robert de Wilde
Jan Robert de Wilde (Kampen, 30 april 1977) is een BMX-crosser uit Nederland. Hij maakte deel uit van het Nederlands BMX-team op de Olympische Zomerspelen van 2008 in Peking. Hij werd echter in de voorronden uitgeschakeld door een val en won geen medailles.
Zijn bijnaam is "Afro-Bob" vanwege zijn wilde, ongekamde haardos. Hij woont momenteel in de Verenigde Staten en daar wordt hij ook wel de "The Flying Dutchman" genoemd, vanwege zijn nationaliteit in combinatie met zijn snelheid.
Al op vijfjarige leeftijd begon hij met BMX-wielrennen. In 1993 werd hij op 16-jarige leeftijd voor het eerst wereldkampioen. In 1999 herhaalde hij deze prestatie. Verder werd hij tweemaal Europees kampioen en zesmaal Nederlands kampioen.

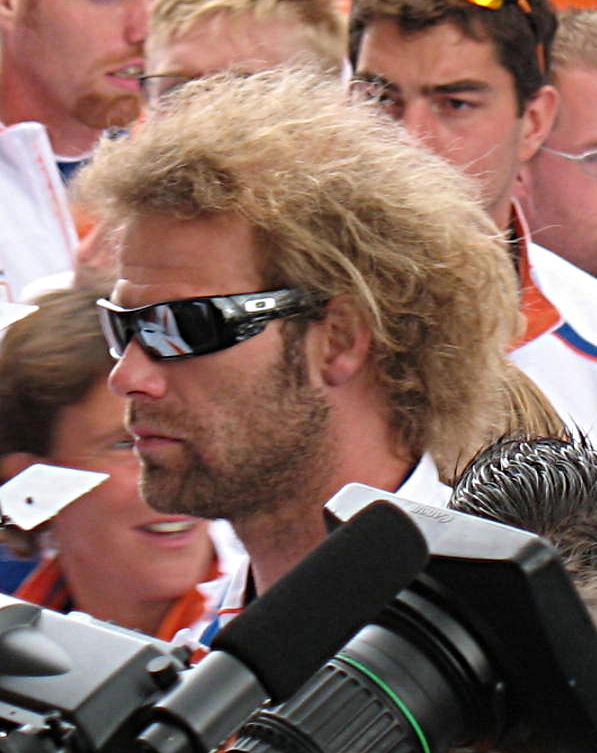
Robert de Wilde in het Olympisch Stadion (Amsterdam) op 25 augustus 2008.